# Konføderation
En konføderation er et statsforbund, i modsætning til en føderation, der er en forbundsstat. En konføderation er sammensat af flere stater eller lande, som hver har sin egen grundlov og parlament. Den fælles grundlov er derfor underlagt de nationale love.

## Historiske konføderationer
Historiske konføderationer (speciel før det 20. århundrede) opfylder ikke helt den nuværende (2013) definition på en konføderation.
nogle kan have karaktertræk af en personalunion.
- Aragoniens krone (1137–1716)
- Den polsk-litauiske realunion (konfødereret personalunion; 1447–1492, 1501–1569
- Gamle edsforbundet (1291–1848), officielt den svejsiske konføderation
- Hanseforbundet
- Kalmarunionen (konfødereret personalunion; 1397–1523; Danmark, Sverige, Norge)
- Terra Mariae (1435–1561)
- Danmark-Norge (konfødereret personalunion; 1536–1814)
- De Forenede Nederlande (1581–1795)
- Det Irske Forbund (1641–1649)
- Marathaforbundet
- Før foreningen af Tyskland efter Det tysk-romerske Rige
  - Rhinforbundet (1806–1813) havde hverken statsleder eller regering
  - Det Tyske Forbund (1815–1866)
- Den svensk-norske union (konfødereret personalunion; 1814–1905)
- Amerikas Konfødererede Stater (1861–1865)
- Det nordtyske forbund (1867–1871)
- Forenede Arabiske Republik (de-facto konføderation); 1958–1961, Egypten+Syrien
- Senegambia (1982–1989, Senegal+Gambia)
- Serbien og Montenegro (2003–2006)

| Politik | Spire Denne artikel om politik og ideologi er en spire som bør udbygges. Du er velkommen til at hjælpe Wikipedia ved at udvide den. |